# 中国驻德国大使馆波恩旧址
中华人民共和国驻德意志联邦共和国大使馆波恩旧址曾是1990年兩德統一至遷館為止的中國駐德使館辦事處址，1990年以前則作為中國駐西德大使館使用。該館館址在1984年至1998年间位于西德首都波恩的市辖区巴特戈德斯贝格。这座原使馆旧址是由始建于1849年的里加尔宫和1984年新建的三座建筑共同组成，地处旧戈德斯贝格区内选帝侯大道12号和弗里德里希·艾伯特大街59号的夹角，正对里加尔草坪（Rigal'schen Wiese），并形成了“选帝侯轴线（Kurfürstlichen Zeile）”的南端。它如今仍然为中华人民共和国所持有。

## 历史

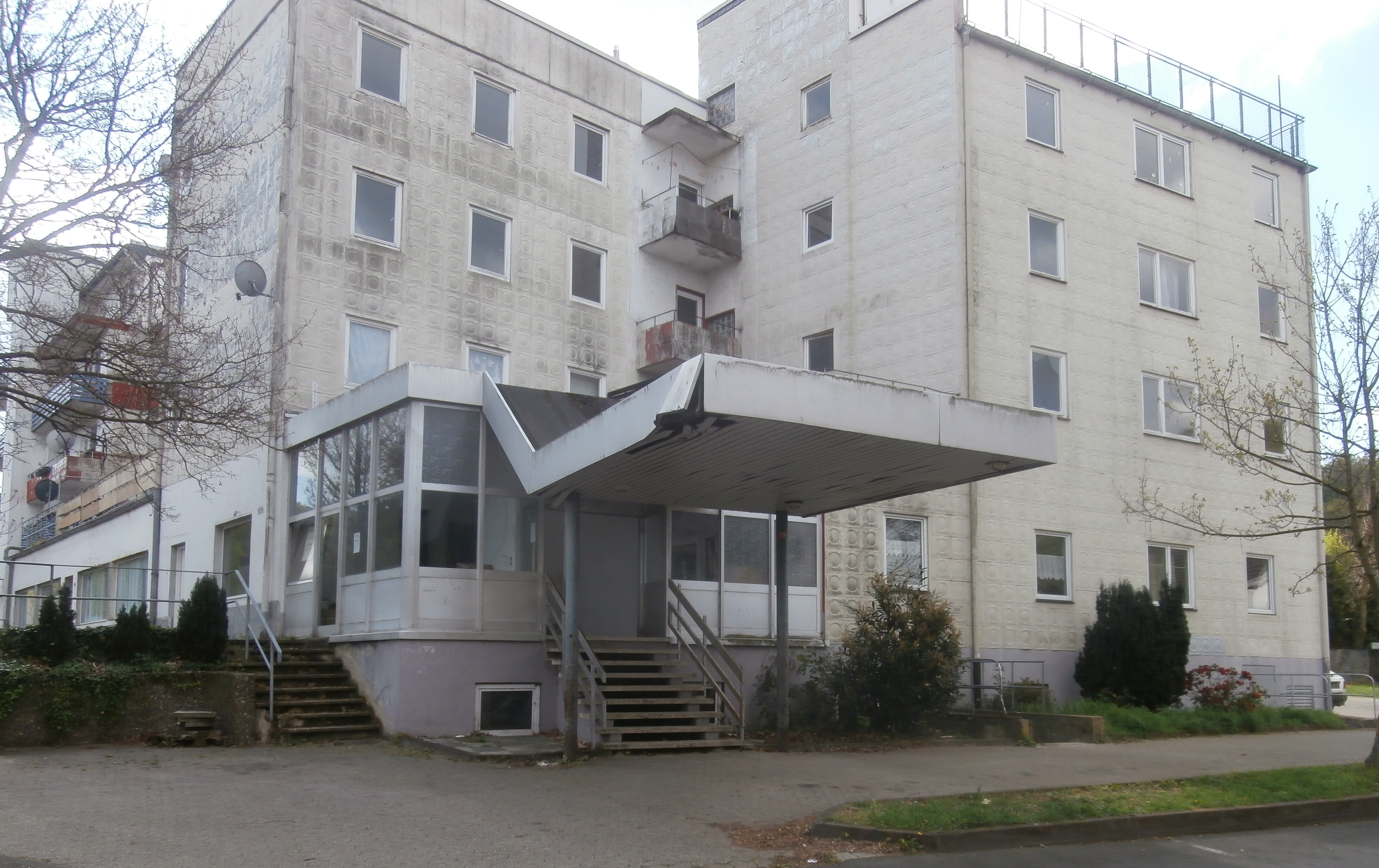
波恩中国大使馆（下巴赫姆）在1973年－1984年间使用的旧址

在1972年与德意志联邦共和国（西德）建立正式外交关系后，中华人民共和国便于1973年2月在西德的中央政府所在地波恩开设了大使馆。大使馆当时临时租用了下巴赫姆的一座前酒店建筑作为办公场所，这是位于波恩西南部市镇瓦赫特贝格境内的城区。但中国方面从一开始即计划在波恩修建属于自己的馆舍，并一直在物色合适的地段。作为交换，西德也将在北京获得一塊土地供德国驻华大使馆使用。至1976年，外交使团选定了坐落于巴德戈德斯贝格辖区中心、包含了宫廷式别墅“里加尔宫”在内的1.2公顷土地，其中里加尔宫作为路德维希·马克西米利安·冯·里加尔-格伦兰的夏宫始建于1849年，是这片区域的核心建筑。因此，与联邦政府展开的相应产权谈判一直持续到1980年代初。
在获颁施工许可后，建筑工程于1982年7月开始。该工程是以保护里加尔宫为前提条件下进行的，德国储蓄银行及转账协会十年前在此兴建一座培训中心时曾希望将里加尔宫拆除，直至认清其古迹价值。使馆复合体除了用作办公场所的三座新建筑外，还将配备大使官邸和外交人员住所，因此里加尔宫也需作修复。设计规划则是由联邦土建局作为承包方，委托豪赫蒂夫股份公司执行。大量来自中国的技工也受雇于建筑工地。钥匙移交仪式于1984年6月20日举行，时任中国驻西德大使的安致远宣布大使馆正式投入使用。使馆经商处是一座独立的房子，它通过一条低位连廊与使馆复合体北缘相连，因此拥有独立的门牌和地址——弗里德里希·艾伯特大街59号（Friedrich-Ebert-Straße 59）。而唯一一个身处新使馆复合体之外的使馆部门是教育处，它位于戈德斯贝格-费伦费尔特区的莱茵大道53号（Rheinallee 53）。
作为德国政府转移的一部分，中国大使馆于1999年连同40至50名员工搬迁往柏林。波恩原址最初是以大使馆波恩办事处的名义继续运作，并保留了商务处和签证组。仅设4名员工的签证组是最后仍属办事处管辖的唯一部门，但它依然在驻法兰克福总领事馆开馆后，于2005年6月至9月期间被逐步关闭。原使馆建筑就此闲置，但中国仍继续持有业权。地产的新用途规划不时会传出，但都无疾而终。至2012年，中方宣布原址将会成为大使馆下属、用作接待中国外交官的礼宾府，并将定期举办文化交流活动。为此目的，原使馆建筑需要进行翻修。

## 建筑
中国大使馆旧址是由四个相互连接的建筑组成的复合体：地处中部正对选帝侯大道的里加尔宫（原大使官邸）于1850年落成，是一座两层楼高、具有新古典主义晚期风格的砖石建筑；它背后的三座新建筑（原办公场所）于1982至1984年间落成，其中一座被用作大使馆礼宾府。它们保留了中国建筑的形态特点，共设5组中庭，并具有典型的宝塔状屋顶，其贴面釉砖均是从中国进口。门厅内部则采用非常气派的构造。使馆建筑被一个占地约12,000平方米的园林绿地所环绕，当中有一些珍稀树木，并开设有一间中式茶馆。

### 引用
1. 1 2 3  Michael Wenzel: Kleine Geschichte(n) Bad Godesberger Botschaften, 2. Auflage 2011, S. 38/39.
2. ↑  Schlüsselübergabe für neue chinesische Botschaft, General-Anzeiger, 21. Juni 1984, S. 4
3. ↑  Auswärtiges Amt (Hrsg.): Liste der diplomatischen Missionen in der Bundesrepublik Deutschland, Stand: März 1992
4. ↑  Auswärtiges Amt (Hrsg.): Liste der diplomatischen Missionen und anderen Vertretungen in der Bundesrepublik Deutschland, Stand: April 1995
5. ↑  China zieht nach Mitte, Der Tagesspiegel, 27. Oktober 1999
6. ↑  Adressen der diplomatischen und konsularischen Missionen in Deutschland （页面存档备份，存于） (PDF-Datei; 536 kB), Stand: 19. Februar 2004
7. ↑  . 新华网. 2005-07-05  [2015-03-26]. （原始内容存档于2010-11-01）.
8. ↑  China eröffnete größtes Konsulat Europas in Frankfurt, Frankfurter Neue Presse, 24. Juni 2005
9. ↑  China schließt die Außenstelle der Botschaft in Bonn （页面存档备份，存于）, General-Anzeiger, 10. September 2005
10. ↑  Regierungsumzug nach Berlin. Noch 13 Ex-Botschaften in Bad Godesberg stehen leer （页面存档备份，存于）, General-Anzeiger, 3. Oktober 2012
11. ↑  Claudia Euskirchen, Olaf Gisbertz, Ulrich Schäfer u. a. (Bearb.): Nordrhein-Westfalen I. Rheinland. (=Georg Dehio (†): Handbuch der Deutschen Kunstdenkmäler). Deutscher Kunstverlag, München 2005, ISBN 978-3422030930, S. 185.